# Luxiaria hypaphanes
Luxiaria hypaphanes là một loài bướm đêm trong họ Geometridae.